# Crescentino
Crescentino (piemontesisch Chërsentin) ist eine Gemeinde in der italienischen Provinz Vercelli (VC), Region Piemont.

## Lage und Einwohner
Crescentino liegt 30 km nordöstlich der Provinzhauptstadt Vercelli. Die Gemeinde besteht aus den Ortsteilen Campagna, Cerrone, Monte, San Grisante, San Silvestro, San Genuario, Caravini, Porzioni, Santa Maria, Mezzi Po, Galli, Cascinotti und Lignola. Die Nachbargemeinden sind Brusasco, Fontanetto Po, Lamporo, Livorno Ferraris, Moncestino, Saluggia, Verolengo und Verrua Savoia. Der Schutzheilige des Ortes ist San Crescentino.
Das Gemeindegebiet umfasst eine Fläche von 48 km² und hat 7516 Einwohner (Stand 31. Dezember 2023).

## Söhne und Töchter der Stadt
- Jean-Baptiste-Guillaume Gratien (1747–1799), französischer Theologe und konstitutioneller Bischof
- Luigi Arditi (1822–1903), italienischer Violinist und Komponist
- Fiorenza Cossotto (* 1935), Mezzosopranistin